# Le Coquelicot
Pour les articles homonymes, voir Coquelicot (homonymie).
Le Coquelicot est un tableau réalisé par le peintre néerlandais Kees van Dongen vers 1919 à Paris, en France. Cette huile sur toile est le portrait en buste sur fond brun d'une jeune femme portant un couvre-chef rouge, ses grands yeux noirs tournés derrière elle par-dessus son épaule droite. Elle doit son titre à l'inscription au fusain que présente son verso, laquelle incite à percevoir la vive couleur de la coiffe comme étant celle des coquelicots, et donc le modèle comme une fleur. Depuis un don en 1965, l'œuvre est conservée au musée des Beaux-Arts de Houston, à Houston, au Texas, dans le Sud des États-Unis.